# Lessico dell'italiano
Il lessico di una lingua è l'insieme delle parole della lingua stessa: queste sono raccolte con i loro significati all'interno del dizionario. L'unità fondamentale per lo studio del lessico è il lessema, ovvero ogni minima unità linguistica avente un significato autonomo al quale si possono ricondurre tutte le flessioni di nomi, aggettivi e di tutte le classi di parole variabili. 
Il lessico è inoltre lo strato più esterno di una lingua perché è più esposto al contatto con le altre lingue, per questo motivo è in costante movimento e cambiamento.
Secondo i dizionari attuali, i lessemi dell'italiano oscillano tra i 200.000 e i 250.000. Se invece prendiamo come unità di misura le parole, il numero sale molto; la differenza si spiega facilmente tenendo conto che ciascun nome ha di norma due forme, gli aggettivi fino a quattro, l'articolo determinativo ne ha sei, i verbi una decina ecc. Possiamo dunque affermare che il numero delle parole italiane ammonta a circa 2 milioni (Lorenzetti 2002, cap. 3.2).

## Vocabolario di base, comune, corrente, esteso
I vocabolari contengono un numero molto alto di lessemi e nessun italiano, per quanto colto, domina una quantità così ampia di parole. Un buon vocabolario, oltre ad elencare significati e forma dei termini, deve dare informazioni riguardanti il loro ambito d'uso: questa operazione è generalmente realizzata dai lessicografi ricorrendo alle marche d'uso, abbreviazioni che dicono se un dato lessema è d'uso dialettale, regionale, se è di ambito chimico, medico ecc.
Il nucleo del lessico italiano è il vocabolario di base: contiene circa 6.700 lessemi usati quotidianamente e necessari per farsi capire nelle situazioni comunicative frequenti. Al suo interno possiamo distinguere tre componenti:
1. il vocabolario fondamentale (circa 2.000 lessemi)
2. il vocabolario di alto uso (2.700 lessemi)
3. il vocabolario di alta disponibilità (circa 2.000 lessemi).

Per stabilire quali parole compongono il vocabolario di base ci sono diverse possibilità: 
1. in passato ci si basava sulla sensibilità del lessicografo. Lo scrittore Giuseppe Baretti, osservava nella sua prefazione alla Easy Phraseology (raccolta di dialoghi) che aveva inserito nei testi circa 10.000 termini, ovvero quelli necessari anche a un nativo per farsi comprendere nella maggior parte delle situazioni comunicative.
2. Successivamente lo sviluppo dell'informatica ha reso possibile porre la questione su basi statistiche: per delimitare il vocabolario fondamentale è necessario possedere un vocabolario di frequenza che ordina i lemmi appunto in base alla loro presenza in un corpus di riferimento. Per l'italiano il primo strumento di questo tipo è stato il LIF (Lessico di frequenza dell'italiano contemporaneo) basato su circa 500.000 parole tratte da testi scritti di vario tipo. Nei primi anni novanta è stato pubblicato il LIP (Lessico di frequenza dell'italiano parlato) anch'esso basato su circa 500.000 parole tratte però da vari tipi di produzione orale. Sono state dunque identificate le prime due componenti del vocabolario di base, ovvero il vocabolario fondamentale e quello d'alto uso. Ai primi posti dei lessici di frequenza compaiono le parole grammaticali: articoli, avverbi, congiunzioni ecc. Poi, sempre nel vocabolario di base, troviamo termini del lessico giornaliero. I termini del vocabolario d'alto uso sono di poco meno diffusi.

In generale, per definire il vocabolario di base è necessario integrare il metodo statistico con altri metodi d'indagine (ad es. interviste).
A un livello intermedio tra vocabolario di base e vocabolario esteso si individua il vocabolario comune che comprende circa 45.000 parole. Aggiungendole al vocabolario di base si arriva a 50.000, che costituiscono il vocabolario corrente, ovvero l'insieme dei termini che potrebbero essere "usati o compresi indipendentemente dalla professione che esercitiamo e che sono generalmente noti a chiunque abbia un livello medio superiore di istruzione" (De Mauro, 1999).
Il vocabolario corrente consiste circa nel 20% del vocabolario esteso. Tutto il resto (200.000 voci) riguardano termini in qualche modo connotati: tecnicismi, regionalismi e dialettismi, di uso letterario o aulico.

## Dialettismi e regionalismi
Si definiscono dialettismi (o dialettalismi) parole (ma anche locuzioni, forme e costrutti) di origine dialettale inseriti in contesti di italiano. I dialettismi lessicali sono costituiti da voci proprie di un dialetto (o di un'area dialettale più vasta) che nel passaggio in italiano hanno generalmente subito un adattamento fonomorfologico. (Enciclopedia Treccani)
È praticamente impossibile quantificare con precisione i dialettismi entrati a far parte del lessico dell'italiano, soprattutto perché spesso non è semplice individuare criteri per delimitarli dai regionalismi; entrambe le categorie accolgono termini di origine geograficamente circoscritta e la differenza sta nella percezione e nell'uso. I regionalismi sono impiegati soprattutto nella propria regione d'origine; carnezzeria, termine siciliano che sta per macelleria, sarà usato quasi esclusivamente in Sicilia. Al contrario i dialettismi sono termini d'origine locale che si sono espansi e sono compresi e usati anche da parlanti di aree diverse, e la loro diffusione è dovuta principalmente all'assenza di termini italiani designati per indicare un referente particolare (il napoletano mozzarella, il piemontese grissino ecc.). In altri casi i dialettismi sono termini che hanno avuto successo per il loro valore espressivo, come per esempio il romanesco coatto "ragazzo dai modi volgari e violenti". 
Spesso regionalismi e dialettismi sono legati alla cultura materiale:
- Nomi di utensili da cucina: napoletano: caccavella "pentola di terracotta", romanesco sgommarello "mestolo".
- Nomi di elementi del paesaggio: friulano foiba, meridionale fiumara "fiume a carattere torrentizio".
- Mestieri tradizionali: piemontese mondina "lavoratrice stagionale addetta alla monda del riso", romanesco barcarolo "barcaiolo".
- Nomi di abitazioni: nuraghe, trullo.

La presenza di regionalismi e dialettismi all'interno del lessico italiano risale agli ultimi due secoli: è l'effetto del passaggio nella lingua comune di termini legati alla quotidianità avutosi in seguito all'italianizzazione dopo l'unità d'Italia e al superamento della tradizione precedente, caratterizzata dalla divisione tra cultura scritta (italiana) e cultura orale (dialettale).
Dal punto di vista della forma, regionalismi e dialettismi si comportano come prestiti adattati, ovvero sono integrati sia nella fonetica che nella morfologia.

### I geosinonimi
Il primo studio sui geosinonimi italiani è stato compiuto dallo studioso svizzero Robert Rüegg negli anni cinquanta del Novecento. Rüegg sottopose 124 persone, provenienti da 54 province d'Italia, ad un'intervista nella quale chiedeva agli esaminati, per ogni nozione, quali conoscesse e di quali facesse uso. Solo una delle 242 proposte risultò designata dallo stesso termine in tutte le province: l'espressione "caffè forte", indicata dovunque con la parola espresso. Il dato più interessante della ricerca fu che in 46 casi si rilevò una variante lessicale conosciuta in una sola regione e del tutto sconosciuta nel resto dell'Italia.
Tuttora vi sono molte coppie - o piccoli gruppi - di parole che hanno lo stesso significato ma con una caratteristica particolare: vengono usate solo, o prevalentemente, in una certa area linguistica. Si tratta dunque di sinonimi a distribuzione geografica complementare o geosinonimi.
L'esempio più classico è quello dei termini utilizzati per definire l'espressione "marinare la scuola": in Veneto si dice bruciare, in Toscana fare forca, a Roma fare sega, in Sicilia caliare, in Salento salare o nnargiare, a Trieste far lipe ecc.

### I geoomonimi
I geoomonimi sono parole uguali che assumono significati diversi a seconda delle diverse aree geografiche. Ad esempio al sud tovaglia equivale ad "asciugamano", in alcune parti d'Italia temperino è un coltello, in altre un temperamatite; in Toscana il mestolo è un cucchiaio di legno, al nord invece è un utensile per cibi liquidi.

## I tecnicismi
I tecnicismi sono parole che prevedono un alto grado di specializzazione e sono caratterizzati dalla monosemia, ovvero da un significato univoco.
Il contributo dei tecnicismi alla formazione del lessico italiano è molto rilevante: circa la metà del vocabolario esteso è formato da questa categoria di parole. Le vie attraverso cui si vengono a creare i tecnicismi sono principalmente quattro:
1. prestito da altre lingue
2. coniazione di nuovi termini attingendo alle risorse della morfologia lessicale. Spesso le scienze ricorrono a suffissi dal significato univoco: per esempio il suffisso -one usato in fisica per denominare le particelle subatomiche (protone, elettrone, fotone).
3. formazione di sigle e acronimi costituiti dalle lettere iniziali delle parole: OPA (offerta pubblica di acquisto), SIDA (sindrome da immunodeficienza acquisita).
4. rideterminazione del significato di una parola già esistente: questo processo prende il nome di risemantizzazione e può procedere in diverse direzioni:

- da lingua comune a linguaggio specialistico: forza, momento, sono parole comuni riutilizzate come tecnicismi della fisica.
- da linguaggio specialistico a linguaggio specialistico: rivoluzione è un termine transitato dal linguaggio dell'astronomia a quello della politica.
- possono anche verificarsi casi di detecnificazione, ossia passaggi da lingua specialistica a lingua comune: l'uso dell'espressione non farti paranoie per "non crearti problemi" ne è un esempio.

## Parole rare e letterarie
È compito del lessicografo registrare parte delle espressioni arcaiche, letterarie o desuete proprie della tradizione. Nel GRADIT le parole contrassegnate come "obsolete" sono circa 55.000, ovvero circa il 18% del vocabolario esteso. Tuttavia, una parola che può risultare desueta in un certo periodo storico, può "resuscitare" e recuperare parte della sua importanza. La Società Dante Alighieri, in accordo con 4 dei più importanti dizionari dell'uso dell'italiano contemporaneo, ha lanciato sul proprio sito una campagna per adottare le parole della lingua italiana. Ogni partecipante, registrandosi sul sito, può candidarsi come custode di una parola a scelta. Lo scopo dell'iniziativa è di sensibilizzare il pubblico ad un uso corretto e consapevole delle parole, favorire una conoscenza più ampia del lessico, monitorare l'uso di alcuni termini, e più in generale promuovere la varietà dell'espressione nel modo della comunicazione. Le parole ai vertici della classifica dei termini da salvare sono principalmente: pusillanime, giulivo, malandrino.

## Stratificazione del lessico
L'analisi della stratificazione del lessico di una lingua si riferisce a tre categorie: le parole ereditarie, i prestiti, e le formazioni endogene. Nel caso dell'italiano esiste una quarta categoria, perché il contatto con il latino si è manifestato su due diversi piani: il primo è quello dei lessemi ereditari ed è dato dalla presenza di parole del latino parlato arrivate a noi per tradizione orale. Si tratta quindi di termini della vita di tutti i giorni, talvolta evolutisi nella forma e nel significato (HŎMO>uomo, CIVITĀTEM>città, ecc.). Il secondo livello di questo contatto deriva dal rapporto intenso con la cultura latina che ha assunto diverse forme nei secoli, ma ha contribuito ad un arricchimento lessicale. In particolare, fino al Settecento il latino è stato una lingua viva, era utilizzato come lingua di cultura sovranazionale. Fino al Concilio Vaticano II (1962-1965) è stato inoltre la lingua della Chiesa cattolica: dunque la popolazione si trovava davanti a una situazione in cui il latino era usato in diversi ambiti.
Per valutare l'apporto di parole straniere entrate a far parte del lessico italiano occorre fare una distinzione tra parole entrate durante la tarda latinità e dell'alto Medioevo, e parole entrate dopo la nascita del volgare, fissata nel 960 d.C.

### Latinismi
I termini presi in prestito dal latino dopo la formazione dei volgari medievali, sono detti latinismi. Anche altre lingue hanno conosciuto un percorso analogo, ma i latinismi hanno lasciato una maggiore impronta nell'italiano, che è una lingua molto vicina al latino. 
I latinismi dell'italiano sono circa trentamila. Possiamo affermare che il latino ha dato all'italiano più parole dell'inglese e di tutte le altre lingue moderne messe insieme. Intorno al Due e Trecento un buon numero di latinismi passò nel lessico volgare attraverso le traduzioni di opere latine (volgarizzamenti). Rientrano in questa categoria parole come alleanza, amicizia e tecnicismi di ambiti vari: della medicina (arteria, costola, cervello), dell'architettura (cemento), del diritto (dazione, contraente, ecc.).
Una forte spinta alla latinizzazione del lessico fu data da Dante Alighieri, che nelle sue opere in volgare introdusse parole latine necessarie agli argomenti trattati. Nella Vita nova, per esempio, si trovano termini del linguaggio della psicologia: mirabile, orribile, ineffabile; nel Convivio termini filosofici: intellettuale, essenza. Sulla stessa scia si mossero nei secoli tanti altri dopo di lui.
Un altro periodo di grande afflusso di latinismi si ebbe intorno ai secoli XV e XVI, per effetto della cultura umanistica e rinascimentale. Tuttavia gran parte dei trentamila latinismi entrati a far parte dell'italiano risale a un periodo a cavallo tra Ottocento e Novecento: si tratta di circa 15.000 parole riguardanti termini specialistici di botanica, zoologia, farmacologia, geologia ecc.
Oltre ad aver arricchito il lessico, i latinismi hanno determinato altre conseguenze: 
1. hanno creato i cosiddetti allòtropi, ovvero doppioni dal punto di vista etimologico.
2. hanno determinato modifiche delle regole fonotattiche (sequenze di fonemi possibili) dell'italiano, rendendo possibili alcuni nessi consonantici.
3. hanno incrementato il contingente di parole sdrucciole.

I latinismi non adattati sono poco più di mille e mantengono la loro veste fonomorfologica originaria: sono per lo più parole di ambito giuridico e della medicina (referendum, quorum, virus, herpes).

### Grecismi germanismi e arabismi
I grecismi presenti in italiano sono diverse migliaia, molti dei quali entrati nel nostro lessico tramite il latino. Si tratta soprattutto di nomi di animali, soprattutto marini (acciuga, balena), nomi di piante (mandorlo, ulivo), parti del corpo (gamba, braccio), nomi delle principali scienze antiche (filosofia, aritmetica, geografia). 
Il contatto tra il greco e l'italiano continuò nei secoli dell'epoca bizantina e durante il periodo umanistico, fu in questo periodo che entrarono in italiano termini del lessico intellettuale come entusiasmo, dialetto, catastrofe ecc.
Non molto numerosi sono i germanismi, termini prestati dalle lingue delle popolazioni germaniche antiche. I contatti tra il mondo romano e la Germania iniziarono in età imperiale, infatti anche molti germanismi sono entrati in italiano attraverso il latino. Si tratta di termini del lessico comune come vanga, sapone. Ma la gran parte dei germanismi risale al periodo in cui Goti, Longobardi e Franchi dominarono l'Italia. Alla componente gotica appartengono termini di vita quotidiana come fiasco e parole di ambito militare elmo, guardia. Dal longobardo derivano termini indicanti parti del corpo umano come guancia, schiena, e altri riferiti a oggetti d'arredamento quali balcone, scaffale. Infine esempi di francesismi sono banco, guanto ecc.
Un primo insieme di termini derivanti dall'arabo, gli arabismi, risale a prima del X secolo. I primi contatti tra l'Italia e il mondo arabo iniziarono circa durante il VII-VIII secolo e si intensificarono con la conquista della Sicilia durante il IX secolo. Derivano dall'arabo molti nomi di prodotti agricoli e alimentari quali albicocca, carciofo, limone, termini legati al commercio come darsena, magazzino. Provengono dall'arabo anche molti termini di lessico scientifico come alchimia, algebra, algoritmo. L'area mediterranea di contatto ha favorito l'ingresso di termini del lessico arabo anche in epoca recente, si tratta per esempio di parole come hummus.

## Prestiti linguistici
Le vie attraverso cui una parola può entrare a far parte del lessico di un'altra lingua sono due: il prestito e il calco.

### I prestiti
Il prestito consiste nell'accogliere un'espressione straniera. Un'eccezione è fornita però dai prestiti di ritorno, cioè parole date in prestito ad altre lingue e poi tornate indietro con significato modificato. Ne è un esempio il francese baguette "filone di pane di forma allungata" che deriva dall'italiano bacchetta, prestato al francese nel Cinquecento e restituito agli inizi del Novecento nel significato nuovo. Costituiscono prestiti di ritorno anche gli anglolatinismi, cioè parole latine prese in prestito dall'inglese e poi ritornate in italiano.
Per quanto riguarda la forma si distingue tra prestito adattato e prestito non adattato: nel primo caso si mantiene la struttura fonologica e morfologica originaria; nel secondo caso si verifica un'assimilazione totale o parziale di fonetica e morfologia della parola. In italiano sono per esempio prestiti adattati bistecca (ingl. beefsteak),ideologia (fran. idéologie).

### I calchi
Anche il calco può essere di due tipi: semantico o strutturale. Il calco strutturale consiste nella traduzione vera e propria dei singoli elementi: dall'inglese weekend si ottiene fine settimana, dal tedesco Eisenbahn (ferro+strada) si ottiene ferrovia. A volte i calchi di traduzione derivano da errori: per esempio cartoni animati aggiunge all'inglese cartoons il determinante animati e traduce erroneamente cartoons che significa letteralmente "disegni". Tuttavia, anche le traduzioni errate fanno parte del lessico dell'italiano.
I calchi semantici consistono nell'aggiunta ad una parola già esistente di un significato diverso: stella ha preso il significato di "personaggio celebre" per influsso dell'inglese star.

### Forestierismi
I forestierismi sono parole o espressioni importate da un'altra lingua, nella sua forma originaria (Garzanti Archiviato il 18 agosto 2016 in Internet Archive.)
I vocaboli registrati nel GRADIT di origine straniera sono migliaia. 
La lingua che ha maggiormente influenzato l'italiano è il francese. I primi influssi lessicali dal francese risalgono alla dominazione carolingia (secc. IX e X) e proseguono fino ad oggi. La fase più intensa del contatto tra l'italiano e il francese avvenne in epoca medievale, e il risultato è stato l'entrata di termini chiave del lessico dell'organizzazione feudale: conte, cavaliere, marchese; ma anche di ambito militare: giavellotto, freccia, bersaglio. Molto importanti sono anche le parole del lessico alimentare (burro, formaggio). Dopo un periodo poco significativo, il francese riacquistò una posizione centrale a partire dalla metà del Settecento ed è a questo periodo che si devono termini del lessico della moda (cravatta, stoffa) e della gastronomia (bignè, ragù).
Anche lo spagnolo, soprattutto tra Cinquecento e Seicento, ha lasciato un'impronta significativa nel lessico dell'italiano. I due ambiti più rappresentati sono quello marinaresco (flotta, mozzo, abbordare) e quello militare (guerriglia, squadriglia, recluta).
I prestiti dall'inglese cominciarono a infittirsi intorno al Settecento, in seguito all'espansione dell'impero britannico. A questo periodo risalgono influssi sul lessico intellettuale di termini della politica e dell'economia, ma si tratta soprattutto di anglolatinismi. A partire dalla seconda metà del Novecento l'influsso dell'inglese sul lessico italiano si intensificò grazie soprattutto all'egemonia culturale assunta dagli Stati Uniti. Degli 8.000 anglicismi registrati nel GRADIT, solo una settantina risalgono al XVIII secolo, circa 500 al XIX secolo, 697 alla prima metà del XX secolo, i rimanenti alla seconda metà del Novecento.
I tedeschismi, cioè le parole entrate a far parte del lessico dell'italiano dal tedesco dopo il X secolo, sono circa 700. Alcune risalgono al XIII secolo: nel periodo del conflitto tra chiesa e impero sono entrati a far parte del lessico dell'italiano i termini guelfo e ghibellino. Al Cinquecento risalgono termini militari come archibugio e parole come lanzichenecco e brindisi (adattamento dell'espressione tedesca bring dir's, cioè "lo porto a te" (il bicchiere)). La maggior parte dei tedeschismi entrano a far parte dell'italiano durante il Novecento: in ambito politico, delle scienze (dinamo, enzima, entropia), della psicologia (psicosi, autismo), e della guerra (Bunker, Lager).
Si riporta nella tabella la consistenza numerica delle dieci lingue che maggiormente hanno contribuito ad arricchire il lessico italiano secondo il GRADIT:
| PROVENIENZA            | VOC. ESTESO | VOC. COMUNE | VOC. DI BASE |
| ---------------------- | ----------- | ----------- | ------------ |
| Inglese                | 8.196       | 349         | 31           |
| Francese (+provenzale) | 5.683       | 871         | 291          |
| Spagnolo               | 1.126       | 143         | 31           |
| Tedesco                | 695         | 54          | 9            |
| Giapponese             | 281         | 8           | 0            |
| Russo                  | 258         | 20          | 1            |
| Portoghese             | 221         | 22          | 6            |
| Turco                  | 183         | 22          | 4            |
| Ebraico                | 172         | 3           | 0            |
| Cinese                 | 76          | 5           | 0            |
| Totale                 | 17.561      | 1.526       | 373          |

Per valutare l'impronta che i forestierismi hanno lasciato sul lessico attuale, non basta solo il dato numerico assoluto, ma importa soprattutto il radicamento dei termini nel lessico quotidiano. Non stupisce infatti che, per quanto siano maggiori in numero gli anglicismi nel vocabolario, i francesismi siano maggiormente radicati nel lessico italiano.

## Lessico giovanile
Il lessico usato tipicamente dai  giovani è spesso difficile da definire: alcuni lo definiscono "gergo", ma in realtà i tratti comuni con i gerghi sono solo alcuni termini e l'ambiente in cui si sviluppa. Le finalità del linguaggio dei giovani sono principalmente 3:
1. ludiche
2. rafforzamento della coesione a un gruppo
3. contrapposizione agli altri gruppi

A livello lessicale in tutte le parlate dei giovani si riscontrano tratti comuni:
- una base di italiano colloquiale: termini come casino, sbattere, sgamare, e iperboli come pazzesco, bestiale sono documentati sia nelle varietà giovanili, sia nelle varietà che caratterizzano le situazioni informali.
- uno strato dialettale: si tratta di forme dialettali non solo locali, ma anche provenienti da diversi dialetti. Basti pensare a termini come capa, appicciare, di origine meridionale, ma utilizzati anche in parlate giovanili del settentrione.
- uno strato gergale tradizionale. Di solito le coniazioni dei linguaggi giovanili hanno vita breve, ma una parte del lessico è costituita da forme ereditate da varietà giovanili precedenti. Ad esempio risalgono circa agli anni cinquanta termini come ganzo, essere in paranoia, toppare.
- uno strato gergale innovante: alcune forme provengono dal gergo di caserma, quali bombardato, massiccio, altre dal gergo studentesco come tutte le varianti per "marinare la scuola"; altre ancora dal gergo della droga, come flashare, intrippare, sballo.
- uno strato proveniente dalle pubblicità e dai mass-media: questo è lo strato più effimero, in quanto ha breve vita. Oggi si possono citare espressioni come videochiamami, molti termini derivanti da internet, ad esempio chattare, sei connesso?.
- uno strato proveniente da lingue straniere: la lingua dei giovani è piena anche di termini derivanti da lingue straniere, soprattutto ispanismi e anglismi. Si tratta di parole provenienti soprattutto dalla musica "rap" come bambascione "babbeo", weeda "marijuana". Altri termini sono inventati con funzione propriamente ludica: cucador non esiste in spagnolo, ma ricalca le forme di matador o goleador.

Per la formazione delle parole dei giovani sono molto importanti anche le abbreviazioni: prof, tranqui, le suffissazioni in -oso (palloso), e l'uso di verbi pronominali in -arsela (buttarsela, chiacchierarsela).
Sono molto frequenti anche le metafore: cozza "ragazza brutta", gasarsi "darsi delle arie". Non mancano anche termini derivati come camomillati "tranquillizzati" ed esclamazioni che figata!.